# Oratorio di Sant'Antonio di Padova (Morcote)
L'oratorio di Sant'Antonio da Padova è situato a Morcote, nei pressi della chiesa di Santa Maria del Sasso.
Fu edificato nel 1675-1676, e restaurato nel 1880 e nel 1973. 

## Descrizione
L'oratorio, che si sviluppa su tre livelli, è a pianta centrale ottagonale con coro decorato a stucco da Abbondio Paleari (1682).
Custodisce all'interno la statua di sant'Antonio di Padova sull'altare in stucco, e altre statue seicentesche di santi. 
La cupola (1676) culmina in una lanterna, ed è affrescata con episodi evangelici. Altri affreschi notevoli sono opera di Giovanni (Johann) Carlone (1636–1713) di Rovio

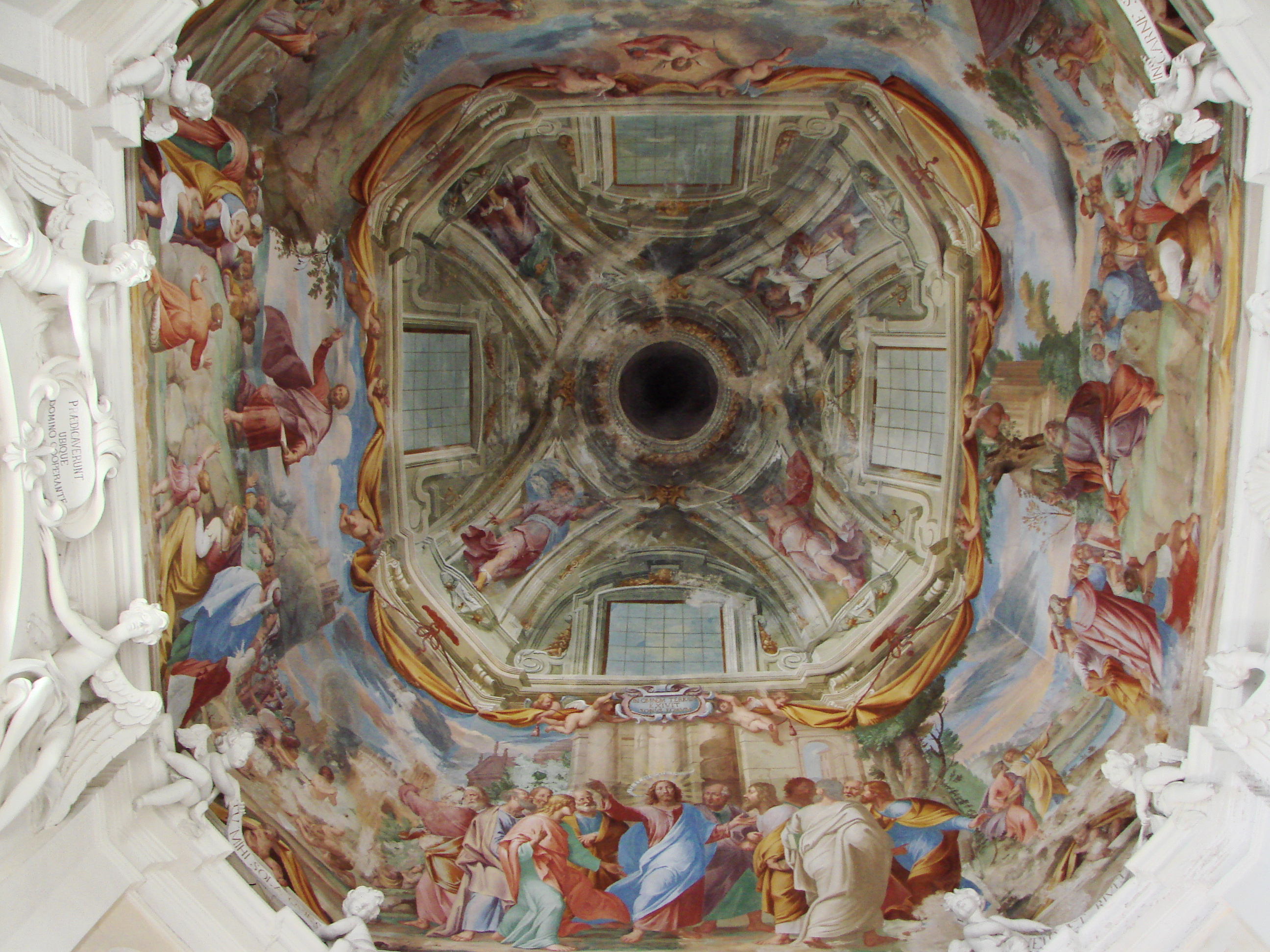
Oratorio di Sant'Antonio da Padova: volta